# Chariot (singolo Gavin DeGraw)
Chariot è un singolo del cantautore statunitense Gavin DeGraw, pubblicato il 3 maggio 2005 come secondo estratto (in alcuni paesi come primo), dall'album omonimo.
Il brano ha come tema i sentimenti vissuti da DeGraw nel passaggio dal piccolo paese in cui è nato alla grande metropoli. Nel brano il cantautore prega affinché arrivi una carrozza (chariot in inglese) che lo riporti a casa. Nel 2005-2006 è stato tra i brani più riprodotti dalle radio italiane.
Chariot è stato un notevole successo per Gavin DeGraw, entrato nella Billboard Hot 100, e ha ottenuto il disco d'oro.
La canzone è stata utilizzata anche in un episodio del telefilm Dead Like Me. Secondo MTV Chariot è il 29° brano migliore del 2006.

## Video musicale
Il videoclip, diretto da Zach Braff, vede DeGraw affiancato da Donald Faison, noto per il ruolo di Christopher Turk nel telefilm Scrubs - Medici ai primi ferri, e dalla modella ed attrice Jaime King. DeGraw interpreta un cantante in erba che crede di aver firmato il contratto con un'importante etichetta musicale, salvo poi scoprire di essere stato truffato.

## Tracce
CD Single
1. Chariot
2. We Belong Together

CD Maxi
1. Follow Through – 4:02
2. Just Friends – 3:28
3. Chariot – 4:02
4. Crush – 3:26

## Classifiche
| Classifiche (2005)              | Posizione più alta |
| ------------------------------- | ------------------ |
| Italia                          | 27                 |
| Norvegia                        | 19                 |
| Stati Uniti                     | 30                 |
| US Billboard Adult Pop Airplay  | 5                  |
| US Billboard Adult Contemporary | 27                 |